# Holmesville, New South Wales
Holmesville är en ort i Australien. Den ligger i kommunen Lake Macquarie Shire och delstaten New South Wales, i den sydöstra delen av landet, omkring 110 kilometer norr om delstatshuvudstaden Sydney. Antalet invånare är 1 544.
Runt Holmesville är det tätbefolkat, med 356 invånare per kvadratkilometer.. Närmaste större samhälle är Newcastle, omkring 17 kilometer öster om Holmesville. 
Runt Holmesville är det i huvudsak tätbebyggt. Genomsnittlig årsnederbörd är 1 277 millimeter. Den regnigaste månaden är februari, med i genomsnitt 223 mm nederbörd, och den torraste är juli, med 46 mm nederbörd.